# Synaemops
Synaemops là một chi nhện trong họ Thomisidae.